# 1555
Năm 1555 (số La Mã: MDLV) là một năm thường bắt đầu vào thứ Ba trong lịch Julius.

## Sự kiện
- Chiến tranh Lê–Mạc: Mạc Kính Điển tấn công nhà Lê Trung Hưng ở Thanh Hóa, sau đó bại trận và rút về kinh thành.